# Џуди Чикаго
Џуди Чикаго (Чикаго, 20. јул 1939) je америчка сликарка. Позната је као једна од водећих представница феминистичке уметности, као и по великим уметничким инсталацијама које истражују улогу жена у историји и култури. Рођена је као Џудит Силвија Коен, али је након очеве смрти име променила у Џуди Чикаго, настојећи да раскине везе са обичајима патријахалног друштва. Управо се њој приписује израз феминистичка уметност, те је основала је први програм феминистичке уметности у САД.

## Детињство и младост
Џуди Чикаго је рођена као Џудит Силвија Коен, од оца Артура и мајке Меј, у Чикагу. Њен отац је био веома активан у америчкој комунистичкој партији и имао је либералне погледе о положају жена и правима радника, што је утицало на Џудина уверења и ставове. Током 1950. Артур је имао проблема да нађе посао због свог ангажовања у партији. Једном приликом су ФБИ агенти испитивали Џуди и њеног млађег брата о оцу и његовим пријатељима. Артур је преминуо 1953. Меј није причала са децом о болести њиховој оца и није им дозволила да дођу на сахрану. Џуди је тек касније сазнала детаље о очевој болести и смрти.
Меј је волела уметност и ту љубав је пренела деци. Џуди је почела да слика када је имала 3 године. Тада су је послали да похађа часове на Институту за уметност у Чикагу, што је и започела 2 године касније. Будући да је нису прихватили на Институту за уметност, добила је стипендију за Универзитет у Калифорнији, у Лос Анђелесу.

## Књиге
- The Dinner Party: A Symbol of our Heritage. Garden City, NY: Anchor Press/Doubleday (1979).  978-0-385-14567-1.
- with Susan Hill. Embroidering Our Heritage: The Dinner Party Needlework. Garden City, NY: Anchor Press/Doubleday (1980).  978-0-385-14569-5.
- The Birth Project. New York: Doubleday (1985).  978-0-385-18710-7.
- Beyond the Flower: The Autobiography of a Feminist Artist. New York: Penguin (1997).  978-0-14-023297-4.
- Kitty City: A Feline Book of Hours. New York: Harper Design (2005).  978-0-06-059581-4.
- Through the Flower: My Struggle as a Woman Artist. Lincoln: Authors Choice Press (2006).  978-0-595-38046-6.
- with Frances Borzello. Frida Kahlo: Face to Face. New York: Prestel USA (2010).  978-3-7913-4360-0.
- Institutional Time: A Critique of Studio Art Education. New York: The Monacelli Press (2014).  9781580933667.